# 香港個人資料私隱專員公署

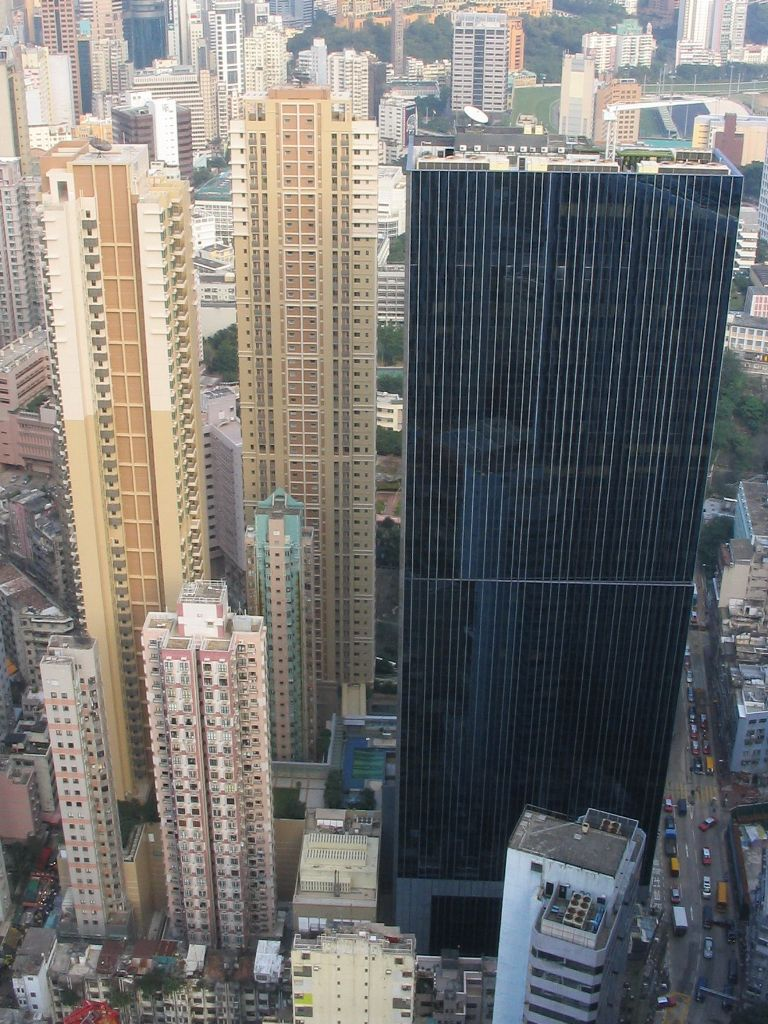
個人資料私隱專員公署總部所在大廈──大新金融中心（圖中右方黑色玻璃外牆大廈）

香港個人資料私隱專員公署（簡稱私隱專員公署或私隱署），為於1996年8月1日成立的香港法定機構，目標是為確保香港各界遵從於1996年12月20日生效的《香港法例》第486章《個人資料（私隱）條例》 ，以保障個人資料私隱的恰當應用。
香港個人資料私隱專員公署總部位於香港島灣仔皇后大道東248號大新金融中心12樓及13樓1301-1304室，於2006年3月25日前位於港灣道1號會展廣場辦公大樓。
公署處理案件的手法遭市民質疑，例如在沒有違反《個人資料（私隱）條例》的個案堅持控告對方（Eastweek Publisher Ltd & Anor v Privacy Comissioner for Personal Data)。而在壹周刊明顯違反《個人資料（私隱）條例》時認為壹周刊沒有違反條例（Kam Sea Hang Osmaan v Privacy Commissioner for Personal Data）。

## 歷任首長
個人資料私隱專員公署的首長是個人資料私隱專員，簡稱私隱專員，由行政長官委任。
- 劉嘉敏（1996年－2001年）
- 鄧爾邦（2001年11月1日－2005年1月）[2]
- 吳斌（2005年8月1日－2010年7月31日）[3]
- 蔣任宏（2010年8月4日－2015年8月3日）[4]
- 黃繼兒（2015年8月4日－2020年8月3日）[5]
- 鍾麗玲（2020年9月4日－   ）[6]

## 相關法律
- 《個人資料（私隱）條例》第486章
- 《中華人民共和國香港特別行政區基本法》第30及39條
- 《香港人權法案條例》第383章第14條
- 《電訊條例》第106章第33條
- 《截取通訊及監察條例》第589章[7]

## 相關事件
- 艳照门 - 香港藝人陳冠希與多位香港女藝人拍攝的私密照片外泄事件
- 許志安與黃心穎出軌事件 - 香港藝人許志安與黃心穎在的士於2019年在的士車廂內親密行為的婚外情事件。
- 林永康 - 前副個人資料私隱專員，涉嫌使用虛假的證明文件及虛假陳述，意圖獲取利益。最後被法官裁定罪成，判入獄九個月。[8][9]

## 打擊「起底」
2021年10月8日， 《私隱條例》下打擊「起底」行為的條文生效，將「起底」行為刑事化，並賦權私隱專員就有關罪行進行刑事調查及檢控，私隱專員亦可就「起底」訊息發出停止披露通知，以停止「起底」訊息的披露。

## 外部連結
- 香港個人資料私隱專員公署官方網頁 （页面存档备份，存于）